# Muscicola dubia
Muscicola dubia är en svampart som först beskrevs av Josef Velenovský, och fick sitt nu gällande namn av Svrcek 1984. Muscicola dubia ingår i släktet Muscicola, ordningen disksvampar, klassen Leotiomycetes, divisionen sporsäcksvampar och riket svampar.   Inga underarter finns listade i Catalogue of Life.